# Shi Zhiyong (sportiv)
Shi Zhiyong (n. 10 octombrie 1993, Linzgvei Gih⁠(d), Gvangjsih Bouxcuengh Swcigih, Republica Populară Chineză) este un halterofil ce a reprezentat Republica Populară Chineză, medaliat olimpic. A participat la 2 ediții ale Jocurilor Olimpice (2016, 2020) în care a câștigat două medalii de aur.